# پایپر
پایپر انیمیشنی کوتاه محصول استودیوهای انیمیشن پیکسار در سال ۲۰۱۶ است. این انیمیشن ۶ دقیقه‌ای توسط اَلن باریلارو نوشته و کارگردانی شده است. این انیمیشن در هشتاد و نهمین دوره جوایز اسکار برنده جایزه اسکار بهترین پویانمایی کوتاه شد.

## تمجید
| جایزه       | تاریخ مراسم   | دسته                       | Recipient(s)                  | نتیجه | Ref(s) |
| ----------- | ------------- | -------------------------- | ----------------------------- | ----- | ------ |
| جوایز اسکار | ۲۶ فوریه ۲۰۱۷ | بهترین انیمیشن کوتاه       | اَلن باریلارو و مارک ساندهایمر | برنده | [ ۱ ]  |
| جایزه آنی   | ۴ فوریه ۲۰۱۷  | بهترین انیمیشن کوتاه موضوع | پایپر                         | برنده | [ ۲ ]  |